# إيزامو تكشيتا
إيزامو تكشيتا (باليابانية: 竹下勇؛ بالكانا: たけした いさむ) هو عسكري ياباني وثالث رؤساء اتحاد الكشافة الياباني (1937 - 1945). ولد تكشيتا في 1 ديسمبر 1869 في كاغوشيما في اليابان، وتوفي في 1 يوليو 1949 في طوكيو في اليابان.